# Karwiny (województwo warmińsko-mazurskie)
Karwiny (niem. Karwinden) – osada w Polsce położona w województwie warmińsko-mazurskim, w powiecie braniewskim, w gminie Wilczęta.
W latach 1975–1998 miejscowość administracyjnie należała do województwa elbląskiego.
We wsi znajduje się oficyna pałacu rodziny Dohna-Karwinden. Pałac wybudowany w latach 1713–1715, piętrowy budynek pałacowy z prawym skrzydłem został zniszczony w 1945 r. Zachowała się tylko oficyna. Przy wjeździe na dawny dziedziniec zachowała się ruina kaplicy dworskiej z lat 1623–1626.